# حدسيات فايل
صارت حدسيات فايل مبرهنات في عام 1974. سميت هذه الحدسيات هكذا نسبة إلى واضعها أندري فايل.